# CityNews Channel
CityNews Channel était une chaîne de télévision canadienne spécialisée de catégorie B d'information en continu et de nouvelles locales pour la Grande région de Toronto appartenant à Rogers Media. Elle tient son nom du bulletin de nouvelles diffusé sur Citytv, CityNews. Ses studios sont situés au 33 Dundas Street East (en) à Toronto et utilise souvent des prises de vue vers la rue.

## Histoire
Sous la propriété de CHUM Limited, Citytv opérait la chaîne d'information en continu CP24 depuis 1998. Lorsque CTVglobemedia a fait l'acquisition de CHUM en 2007, elle s'est départi de Citytv mais a conservé CP24. Citytv se retrouvait donc sans chaîne d'information en continu. Rogers a déposé une demande et obtenu une licence auprès du CRTC en 2008, la nouvelle chaîne devait originellement être lancée en 2009 mais a été frappée par la récession économique, et des travaux majeurs dans les studios de la rue Dundas étaient en cours.
Lors de l'annonce de la programmation d'automne de Citytv le 30 mai 2011, Rogers a annoncé le lancement prochain de la chaîne pour l'automne. Elle est entrée en ondes le 3 octobre 2011 en haute définition.
Le 30 mai 2013 à 9 h, la chaîne a mis fin à ses activités en direct et diffusé en boucle des informations écrites de nouvelles, de météo, de circulation et de la publicité. La chaîne a été entièrement retirée le 30 juin 2013.